# تراتالياس
تراتالیاس، (بالإنجليزية: Tratalias)‏، هي بلدية، في مقاطعة جنوب سردينيا، في جزيرة سردينيا، وتقع على بعد حوالي 50 كيلومترا (31 ميل) جنوب غرب كالياري، وحوالي 8 كيلومترات (5 ميل) جنوب شرق كاربونيا.

## السكان
في سنة 1861 بلغ عدد السكان 987 نسمة، وتطور العدد ليصل في سنة 2011 لـ 1٬107 نسمة.
يظهر هذا المخطط البياني تطور النمو السكاني لـ تراتالياس